# Polscy posłowie do Parlamentu Europejskiego 2024–2029
Polscy posłowie X kadencji do Parlamentu Europejskiego od 16 lipca 2024, wybrani w wyborach przeprowadzonych 9 czerwca 2024.
Tabela przedstawia podział mandatów po wyborach w 2024:
| \| Ugrupowanie polityczne[a] \| Ugrupowanie polityczne[a] \| VII 2024 \| X 2024 \| +/– \| \| ------------------------- \| ----------------------------------------------------------------------------------------------------------------------------------------------------- \| -------- \| ------ \| --- \| \| \| Europejska Partia Ludowa (Chrześcijańscy Demokraci) Platforma Obywatelska RP (19) Polskie Stronnictwo Ludowe (2) Inicjatywa Polska (1) Niezależni (1) \| 23 \| 23 \| \| \| \| Europejscy Konserwatyści i Reformatorzy Prawo i Sprawiedliwość (20) \| 20 \| 20 \| \| \| \| Europa Suwerennych Narodów Nowa Nadzieja (3) \| 3 \| 3 \| \| \| \| Postępowy Sojusz Socjalistów i Demokratów Nowa Lewica (3) \| 3 \| 3 \| \| \| \| Patrioci za Europą Ruch Narodowy (2) \| 0 \| 2 \| 2 \| \| \| Odnówmy Europę Polska 2050 Szymona Hołowni (1) \| 1 \| 1 \| \| \| \| Niezrzeszeni Konfederacja Korony Polskiej (1) \| 3 \| 1 \| 2 \| \| \| \| 53 \| 53 \| \| | Podział 53 mandatów: S&D: 3 OE: 1 EPL: 23 EKR: 20 ESN: 3 Niezrzeszeni: 3                                                                              |          |        |     |
| Ugrupowanie polityczne | Ugrupowanie polityczne | VII 2024 | X 2024 | +/– |
| | Europejska Partia Ludowa (Chrześcijańscy Demokraci) Platforma Obywatelska RP (19) Polskie Stronnictwo Ludowe (2) Inicjatywa Polska (1) Niezależni (1) | 23       | 23     |     |
| | Europejscy Konserwatyści i Reformatorzy Prawo i Sprawiedliwość (20)                                                                                   | 20       | 20     |     |
| | Europa Suwerennych Narodów Nowa Nadzieja (3) | 3        | 3      |     |
| | Postępowy Sojusz Socjalistów i Demokratów Nowa Lewica (3)                                                                                             | 3        | 3      |     |
| | Patrioci za Europą Ruch Narodowy (2) | 0        | 2      | 2   |
| | Odnówmy Europę Polska 2050 Szymona Hołowni (1) | 1        | 1      |     |
| | Niezrzeszeni Konfederacja Korony Polskiej (1) | 3        | 1      | 2   |
| | | 53       | 53     |     |

## Przynależność klubowa
| Grupa Europejskiej Partii Ludowej                                                                                   | Grupa Europejskiej Partii Ludowej                                                                             | Grupa Europejskiej Partii Ludowej                                                                                        | Grupa Europejskiej Partii Ludowej                                                                   |
| --- | --- | --- | --------------------------------------------------------------------------------------------------- |
| | | | |
| - Magdalena Adamowicz - Bartosz Arłukowicz - Krzysztof Brejza - Borys Budka - Andrzej Buła - Kamila Gasiuk-Pihowicz | - Hanna Gronkiewicz-Waltz - Andrzej Halicki - Krzysztof Hetman - Adam Jarubas - Dariusz Joński - Łukasz Kohut | - Ewa Kopacz - Janusz Lewandowski - Elżbieta Łukacijewska - Jagna Marczułajtis-Walczak - Mirosława Nykiel - Jacek Protas | - Bartłomiej Sienkiewicz - Michał Szczerba - Michał Wawrykiewicz - Marta Wcisło - Bogdan Zdrojewski |
| Europejscy Konserwatyści i Reformatorzy                                                                             | | | |
| | | | |
| - Adam Bielan - Tobiasz Bocheński - Joachim Brudziński - Waldemar Buda - Michał Dworczyk                            | - Małgorzata Gosiewska - Patryk Jaki - Mariusz Kamiński - Marlena Maląg - Arkadiusz Mularczyk                 | - Piotr Müller - Daniel Obajtek - Jacek Ozdoba - Bogdan Rzońca - Beata Szydło                                            | - Dominik Tarczyński - Maciej Wąsik - Jadwiga Wiśniewska - Anna Zalewska - Kosma Złotowski          |
| Europa Suwerennych Narodów                                                                                          | | | |
| | | | |
| - Marcin Sypniewski                                                                                                 | - Stanisław Tyszka                                                                                            | - Ewa Zajączkowska-Hernik                                                                                                | |
| Grupa Postępowego Sojuszu Socjalistów i Demokratów w Parlamencie Europejskim                                        | | | |
| | | | |
| - Robert Biedroń | - Joanna Scheuring-Wielgus                                                                                    | - Krzysztof Śmiszek | |
| Patrioci za Europą                                                                                                  | | | |
| | | | |
| - Anna Bryłka | - Tomasz Buczek                                                                                               | | |
| Grupa Odnówmy Europę                                                                                                | | | |
| | | | |
| - Michał Kobosko | | | |
| Niezrzeszeni | | | |
| | | | |
| - Grzegorz Braun | | | |

### Posłowie, których mandat wygasł w trakcie kadencji (1 poseł)
| Poseł | Poseł             | Data wygaśnięcia mandatu | Przyczyna                                    | Następca                |
| ----- | ----------------- | ------------------------ | -------------------------------------------- | ----------------------- |
|       | Marcin Kierwiński | 26 września 2024(dts)    | powołanie na Ministra-członka Rady Ministrów | Hanna Gronkiewicz-Waltz |

### Zmiany liczebności polskich posłów w grupach politycznych
|            | Ugrupowanie | Ugrupowanie | Ugrupowanie | Ugrupowanie | Ugrupowanie | Ugrupowanie | Niez. | Razem | Wakaty |
| EPL        | EKR         | ESN         | S&D         | OE          | PzE         |             | Niez. | Razem | Wakaty |
| ---------- | ----------- | ----------- | ----------- | ----------- | ----------- | ----------- | ----- | ----- | ------ |
|            |             |             |             |             |             |             |       | Razem | Wakaty |
| 16.07.2024 | 23          | 20          | 3           | 3           | 1           | –           | 3     | 53    | –      |
| 26.09.2024 | 22          | 20          | 3           | 3           | 1           | –           | 3     | 52    | 1      |
| 01.10.2024 | 22          | 20          | 3           | 3           | 1           | 2           | 1     | 52    | 1      |
| 10.10.2024 | 23          | 20          | 3           | 3           | 1           | 2           | 1     | 53    | –      |

## Lista według okręgów wyborczych
| Okręg wyborczy nr 1 w Gdańsku                                                                     | |  |                                                                                               |  |                                                                        |  | |  | |
| Posłowie wybrani z list poszczególnych komitetów wyborczych (w nawiasach liczba zdobytych głosów) | |  |                                                                                               |  |                                                                        |  | |  | |
|                                                                                                   | KKW Koalicja Obywatelska Magdalena Adamowicz (204 207) Janusz Lewandowski (133 444)                                  |  | Prawo i Sprawiedliwość Piotr Müller (62 330)                                                  |  |                                                                        |  | |  | |
| Okręg wyborczy nr 2 w Bydgoszczy                                                                  | |  |                                                                                               |  |                                                                        |  | |  | |
| Posłowie wybrani z list poszczególnych komitetów wyborczych (w nawiasach liczba zdobytych głosów) | |  |                                                                                               |  |                                                                        |  | |  | |
|                                                                                                   | KKW Koalicja Obywatelska Krzysztof Brejza (205 200)                                                                  |  | Prawo i Sprawiedliwość Kosma Złotowski (61 463)                                               |  |                                                                        |  | |  | |
| Okręg wyborczy nr 3 w Olsztynie                                                                   | |  |                                                                                               |  |                                                                        |  | |  | |
| Posłowie wybrani z list poszczególnych komitetów wyborczych (w nawiasach liczba zdobytych głosów) | |  |                                                                                               |  |                                                                        |  | |  | |
|                                                                                                   | KKW Koalicja Obywatelska Jacek Protas (125 861)                                                                      |  | Prawo i Sprawiedliwość Maciej Wąsik (85 151)                                                  |  |                                                                        |  | |  | |
| Okręg wyborczy nr 4 w Warszawie I                                                                 | |  |                                                                                               |  |                                                                        |  | |  | |
| Posłowie wybrani z list poszczególnych komitetów wyborczych (w nawiasach liczba zdobytych głosów) | |  |                                                                                               |  |                                                                        |  | |  | |
|                                                                                                   | KKW Koalicja Obywatelska Kamila Gasiuk-Pihowicz (136 811) Michał Szczerba (120 667) Hanna Gronkiewicz-Waltz (94 474) |  | Prawo i Sprawiedliwość Małgorzata Gosiewska (99 286) Tobiasz Bocheński (95 880)               |  | Konfederacja Wolność i Niepodległość Ewa Zajączkowska-Hernik (102 569) |  | KKW Lewica Robert Biedroń (65 869)                                                                   |  | KKW Trzecia Droga Polska 2050 Szymona Hołowni – Polskie Stronnictwo Ludowe Michał Kobosko (39 170) |
| Okręg wyborczy nr 5 w Warszawie II                                                                | |  |                                                                                               |  |                                                                        |  | |  | |
| Posłowie wybrani z list poszczególnych komitetów wyborczych (w nawiasach liczba zdobytych głosów) | |  |                                                                                               |  |                                                                        |  | |  | |
|                                                                                                   | Prawo i Sprawiedliwość Adam Bielan (90 690) Jacek Ozdoba (54 327)                                                    |  | KKW Koalicja Obywatelska Andrzej Halicki (129 401)                                            |  |                                                                        |  | |  | |
| Okręg wyborczy nr 6 w Łodzi                                                                       | |  |                                                                                               |  |                                                                        |  | |  | |
| Posłowie wybrani z list poszczególnych komitetów wyborczych (w nawiasach liczba zdobytych głosów) | |  |                                                                                               |  |                                                                        |  | |  | |
|                                                                                                   | Prawo i Sprawiedliwość Waldemar Buda (103 679)                                                                       |  | KKW Koalicja Obywatelska Dariusz Joński (194 109)                                             |  |                                                                        |  | |  | |
| Okręg wyborczy nr 7 w Poznaniu                                                                    | |  |                                                                                               |  |                                                                        |  | |  | |
| Posłowie wybrani z list poszczególnych komitetów wyborczych (w nawiasach liczba zdobytych głosów) | |  |                                                                                               |  |                                                                        |  | |  | |
|                                                                                                   | KKW Koalicja Obywatelska Ewa Kopacz (187 866) Michał Wawrykiewicz (119 068)                                          |  | Prawo i Sprawiedliwość Marlena Maląg (115 670)                                                |  | Konfederacja Wolność i Niepodległość Anna Bryłka (111 420)             |  | KKW Trzecia Droga Polska 2050 Szymona Hołowni – Polskie Stronnictwo Ludowe Krzysztof Hetman (44 937) |  | KKW Lewica Joanna Scheuring-Wielgus (57 669)                                                       |
| Okręg wyborczy nr 8 w Lublinie                                                                    | |  |                                                                                               |  |                                                                        |  | |  | |
| Posłowie wybrani z list poszczególnych komitetów wyborczych (w nawiasach liczba zdobytych głosów) | |  |                                                                                               |  |                                                                        |  | |  | |
|                                                                                                   | Prawo i Sprawiedliwość Mariusz Kamiński (110 466)                                                                    |  | KKW Koalicja Obywatelska Marta Wcisło (103 740)                                               |  |                                                                        |  | |  | |
| Okręg wyborczy nr 9 w Rzeszowie                                                                   | |  |                                                                                               |  |                                                                        |  | |  | |
| Posłowie wybrani z list poszczególnych komitetów wyborczych (w nawiasach liczba zdobytych głosów) | |  |                                                                                               |  |                                                                        |  | |  | |
|                                                                                                   | Prawo i Sprawiedliwość Daniel Obajtek (171 689) Bogdan Rzońca (46 096)                                               |  | KKW Koalicja Obywatelska Elżbieta Łukacijewska (115 324)                                      |  | Konfederacja Wolność i Niepodległość Tomasz Buczek (51 754)            |  | |  | |
| Okręg wyborczy nr 10 w Krakowie                                                                   | |  |                                                                                               |  |                                                                        |  | |  | |
| Posłowie wybrani z list poszczególnych komitetów wyborczych (w nawiasach liczba zdobytych głosów) | |  |                                                                                               |  |                                                                        |  | |  | |
|                                                                                                   | Prawo i Sprawiedliwość Beata Szydło (285 336) Dominik Tarczyński (210 942) Arkadiusz Mularczyk (93 551)              |  | KKW Koalicja Obywatelska Bartłomiej Sienkiewicz (254 324) Jagna Marczułajtis-Walczak (58 550) |  | Konfederacja Wolność i Niepodległość Grzegorz Braun (113 746)          |  | KKW Trzecia Droga Polska 2050 Szymona Hołowni – Polskie Stronnictwo Ludowe Adam Jarubas (81 674)     |  | |
| Okręg wyborczy nr 11 w Katowicach                                                                 | |  |                                                                                               |  |                                                                        |  | |  | |
| Posłowie wybrani z list poszczególnych komitetów wyborczych (w nawiasach liczba zdobytych głosów) | |  |                                                                                               |  |                                                                        |  | |  | |
|                                                                                                   | KKW Koalicja Obywatelska Borys Budka (334 842) Łukasz Kohut (107 626) Mirosława Nykiel (54 937)                      |  | Prawo i Sprawiedliwość Patryk Jaki (266 246) Jadwiga Wiśniewska (145 218)                     |  | Konfederacja Wolność i Niepodległość Marcin Sypniewski (49 553)        |  | |  | |
| Okręg wyborczy nr 12 we Wrocławiu                                                                 | |  |                                                                                               |  |                                                                        |  | |  | |
| Posłowie wybrani z list poszczególnych komitetów wyborczych (w nawiasach liczba zdobytych głosów) | |  |                                                                                               |  |                                                                        |  | |  | |
|                                                                                                   | KKW Koalicja Obywatelska Bogdan Zdrojewski (310 544) Andrzej Buła (65 967)                                           |  | Prawo i Sprawiedliwość Michał Dworczyk (123 908) Anna Zalewska (108 305)                      |  | Konfederacja Wolność i Niepodległość Stanisław Tyszka (78 954)         |  | KKW Lewica Krzysztof Śmiszek (70 363)                                                                |  | |
| Okręg wyborczy nr 13 w Gorzowie Wielkopolskim                                                     | |  |                                                                                               |  |                                                                        |  | |  | |
| Posłowie wybrani z list poszczególnych komitetów wyborczych (w nawiasach liczba zdobytych głosów) | |  |                                                                                               |  |                                                                        |  | |  | |
|                                                                                                   | KKW Koalicja Obywatelska Bartosz Arłukowicz (264 097)                                                                |  | Prawo i Sprawiedliwość Joachim Brudziński (114 195)                                           |  |                                                                        |  | |  | |